# Cromwell – Krieg dem König
Cromwell – Krieg dem König, auch bekannt als Cromwell – Der Unerbittliche (Originaltitel: Cromwell), ist ein britischer Historienfilm des Regisseurs Ken Hughes aus dem Jahr 1970, das das Leben und Wirken des englischen Republikaners Oliver Cromwell (1599–1658) zum Gegenstand hat. Deutschland-Premiere war am 18. September 1970.

## Handlung
Oliver Cromwell ist ein überzeugter Puritaner, vermögender Gutsherr und ehemaliger Politiker. Mit der Politik des englischen Königs Charles I. ist er nicht einverstanden. Der König enteignet Untertanen und führt angeblich katholische Rituale bei Hof ein. Cromwell plant, mit seiner Familie in die „Neue Welt“ auszuwandern. Doch am Vorabend seiner Abreise wird er in die politischen und religiösen Angelegenheiten verwickelt, die in den englischen Bürgerkrieg münden.
Der König braucht Geld für die „Bischofskriege“ gegen Schottland und Irland. Das Englische Parlament will der Bewilligung der Gelder nicht zustimmen, bis Charles einer Reform zu einer konstitutionellen Monarchie zustimmt. Charles pocht auf die gottgegebenen Rechte des Königs. Als Charles fünf Parlamentarier unter Arrest stellen lässt, kommt es zum Bürgerkrieg. Beide Parteien, die Monarchisten und die Parlamentarier, glauben, dass Gott auf ihrer Seite sei.
Cromwell, von der mangelnden Effizienz der parlamentarischen Truppen schockiert, begründet eine neue Form von Armee, die New Model Army. Schon bald stellen sich Erfolge ein, so dass der König um Hilfe bei katholischen Nationen ersucht, was wiederum seine protestantischen Unterstützer empört. Charles ist besiegt, doch da er an das Gottesgnadentum glaubt, lehnt er die Ansprüche Cromwells ab, das Parlament dem König gleichzustellen. Da Cromwell den König nicht umstimmen kann, wird dieser des Landesverrats angeklagt. Er wird schuldig gesprochen und zum Tode verurteilt. Charles geht gefasst zur Exekution, was auch seine ärgsten Kritiker anerkennen.
Es stellt sich heraus, dass das Parlament das Land nur schlecht regieren kann. Cromwell muss, wie König Charles, einiges wagen. Doch im Gegensatz zum König gelingen seine Unternehmungen, sodass seine Regentschaft an Stabilität gewinnt. Der Abspann sagt, dass Cromwell als Lordprotektor das Land erfolgreich regierte, aber nach seinem Tod Charles II., der Sohn des hingerichteten Königs, Staatsoberhaupt von England wurde.

## Hintergrund
Für die Ausstattung sorgte John Stoll, der 1962 für seine Arbeit an Lawrence von Arabien einen Oscar erhalten hatte. Die Kostüme stammen wiederum von Vittorio Nino Novarese, der 1963 für Cleopatra mit dem Oscar ausgezeichnet worden war. Als Regieassistent kam Filmeditor Harold F. Kress zum Einsatz. Als Fachmann für Spezialeffekte engagierte man Bill Warrington.
Die Erstfassung des Films war 180 Minuten lang und wurde für das Kino auf 141 Minuten gekürzt. Dabei wurden unter anderem Szenen entfernt, in denen Felix Aylmer als Erzbischof in seiner letzten Filmrolle auftrat. In Deutschland wurde der Film unter den Titeln Cromwell – Der Unerbittliche und Cromwell – Krieg dem König aufgeführt.

## Kritiken
Für den film-dienst war Cromwell – Krieg dem König ein „[di]e Historie vereinfachender durchschnittlicher Film in aufwendigem Dekor und mit beeindruckenden Massenszenen“. Er sei in erster Linie „dank der ausgezeichneten Darstellerleistungen annehmbare Unterhaltung“. Eine überwiegend positive Meinung hatte auch der Evangelische Filmbeobachter: „Antithetisch akzentuierte, vereinfachte Filmdramaturgie, vorwiegend hervorragendes Spiel, kostbarer äußerer Aufwand. Sehenswert.“ Cinema meinte, dem Film gehe es nicht um die Geschichte, sondern einzig „um Schauwerte. Und die sind fulminant.“ Das Fazit war: „Politikgeschichte als üppige Kostümaction.“

## Auszeichnungen
Bei der Oscarverleihung 1971 wurde der Film in der Kategorie Bestes Kostümdesign (Vittorio Nino Novarese) mit dem Oscar ausgezeichnet. Nominiert war er zudem in der Kategorie Beste Filmmusik (Frank Cordell). In dieser Kategorie war er auch bei den Golden Globe Awards 1971 nominiert. Eine Nominierung für das Beste Kostümdesign gab es bei den British Academy Film Awards 1971.
Beim 7. Internationalen Filmfestival von Moskau erhielt Richard Harris für seine Rolle einen Preis als Bester Darsteller. Der Film lief zudem im Wettbewerb um den Goldenen Georg.

## Synchronisation
| Rolle                 | Darsteller        | Synchronsprecher    |
| --------------------- | ----------------- | ------------------- |
| Oliver Cromwell       | Richard Harris    | Reinhard Glemnitz   |
| König Charles I.      | Alec Guinness     | Arno Assmann        |
| Earl of Manchester    | Robert Morley     | Erich Fiedler       |
| John Carter           | Frank Finlay      | Norbert Gastell     |
| Prinz Rupert          | Timothy Dalton    | Elmar Wepper        |
| The Earl of Strafford | Patrick Wymark    | Klaus W. Krause     |
| Hugh Peters           | Patrick Magee     | Leo Bardischewski   |
| Sir Edward Hyde       | Nigel Stock       | Wolfgang Amerbacher |
| Earl of Essex         | Charles Gray      | Horst Naumann       |
| Henry Ireton          | Michael Jayston   | Manfred Schott      |
| Solicitor General     | Michael Goodliffe | Thomas Reiner       |
| General Byron         | Jack Gwillim      | Herbert Weicker     |
| Präsident Bradshaw    | Stratford Johns   | Wolf Ackva          |
| John Pym              | Geoffrey Keen     | Gerhard Geisler     |
| General Digby         | John Paul         | Erik Jelde          |
| Parlamentssprecher    | Llewellyn Rees    | Robert Klupp        |
| Sir Thomas Fairfax    | Douglas Wilmer    | Manfred Andrae      |